# Défilé de la Saint Stupide
 (mai 2020).

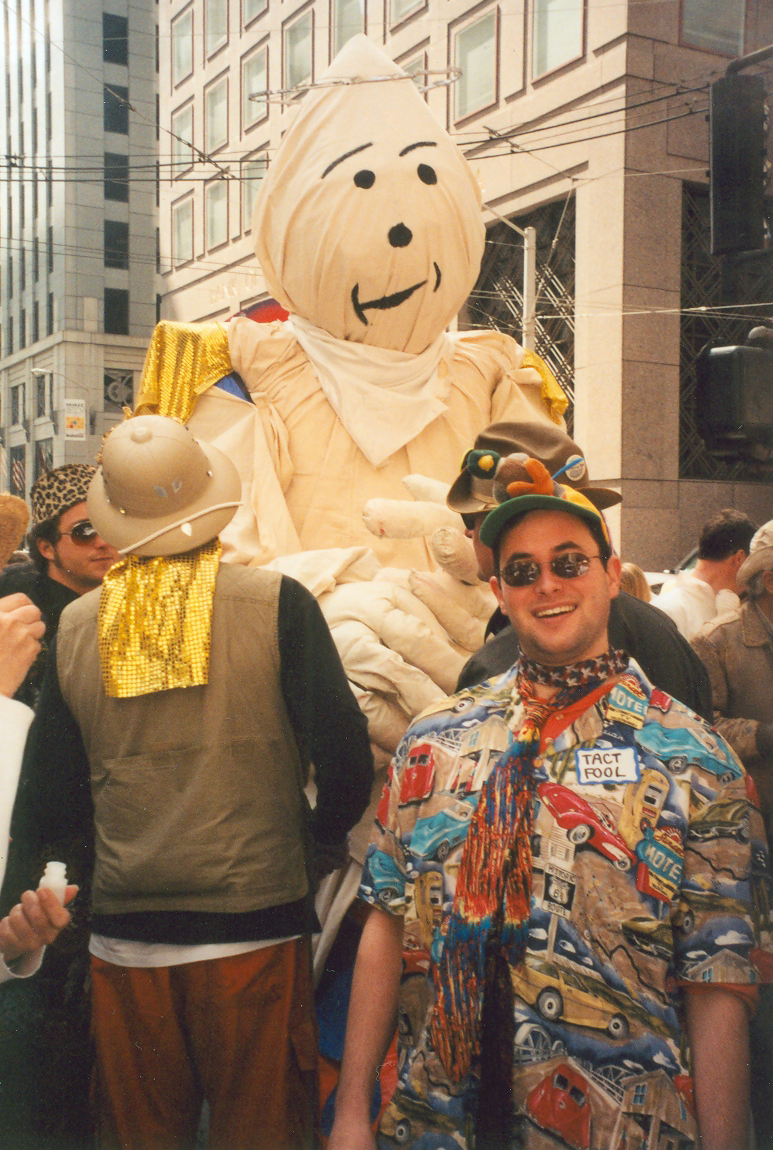
Défilé annuel de la Saint Stupide le 1 avril 2001

Le défilé de la Saint Stupide est une parade annuelle se déroulant à San Francisco le 1er avril. Il a été créé par Ed Holmes à la fin des années 1970 avec le point de vue que l'un des liens unificateurs de la société est la stupidité. Si le 1er avril tombe un jour de semaine, le défilé commence au pied de Market Street et suit un itinéraire à travers le quartier financier. Si le 1er avril tombe un week-end, le défilé commence à la Transamerica Pyramid, continue sur Columbus Avenue et se termine à Washington Square. Le défilé commence à midi. Des repas gratuits, des confettis, des drapeaux, et des déguisements décalés sont de mise durant cette parade. 